# 调兵山市
调兵山市，原称铁法市，辽宁省铁岭市下辖县级市，位于辽宁省北部，铁岭縣和法库縣之间，丘陵地。调兵山市区域面积263平方公里。
调兵山是一座新兴的煤炭工业城市，全国县域经济百强县。2013年，调兵山市地区生产总值实现180亿元，固定资产投资实现110亿元。 辖区内的兀术城曾被辽宁省旅游局评为“四大辽金古建筑之一”。

## 历史
清光绪三十二年（1906年），设法库门抚民厅，调兵山、大明等村镇划入法库厅管辖。全厅共分30个社。调兵山为安全社首村，辖17个村，大明安碑为安庆社首村，辖12个村。
宣统二年（1910年），法库厅改30个社为一城十乡，调兵山为东一乡，仍为乡会所在地，大明安碑村为东二乡，乡会所在地为柏家沟。
民国二年（1913年），根据当时政府统一规划各县地方官厅组织令，法库改厅为县。从此，调兵山和大明等地一直为法库县所辖。大青、晓明等地则始终为铁岭县的辖区。
1960年4月，抚顺矿务局铁法煤田开发处升格，组建了铁法矿务局。随着煤田建设发展，国务院于1981年批准设置铁法市；1982年9月正式成立铁法市人民政府，隶属铁岭地区行政公署。1984年铁岭地区行政专员公署撤销，成立铁岭市，铁法市随之改为铁岭市铁法区。1986年10月，经国务院批准，重新恢复铁法市建制。2002年，经国务院批准，更名为调兵山市。“調兵山”的名稱來源於宋靖康元年（公元1126年，金天会四年）秋，金完颜宗弼（兀术）在此地调集军队，分三路兵马南下，滅亡北宋，故称“调兵山”。

## 人口
根据第七次人口普查数据，截至2020年11月1日零时，调兵山市常住人口为206058人。

## 行政区划
调兵山市下辖2个街道办事处、3个镇：
兀术街街道、调兵山街道、晓明镇、大明镇和晓南镇。